# Magnificat

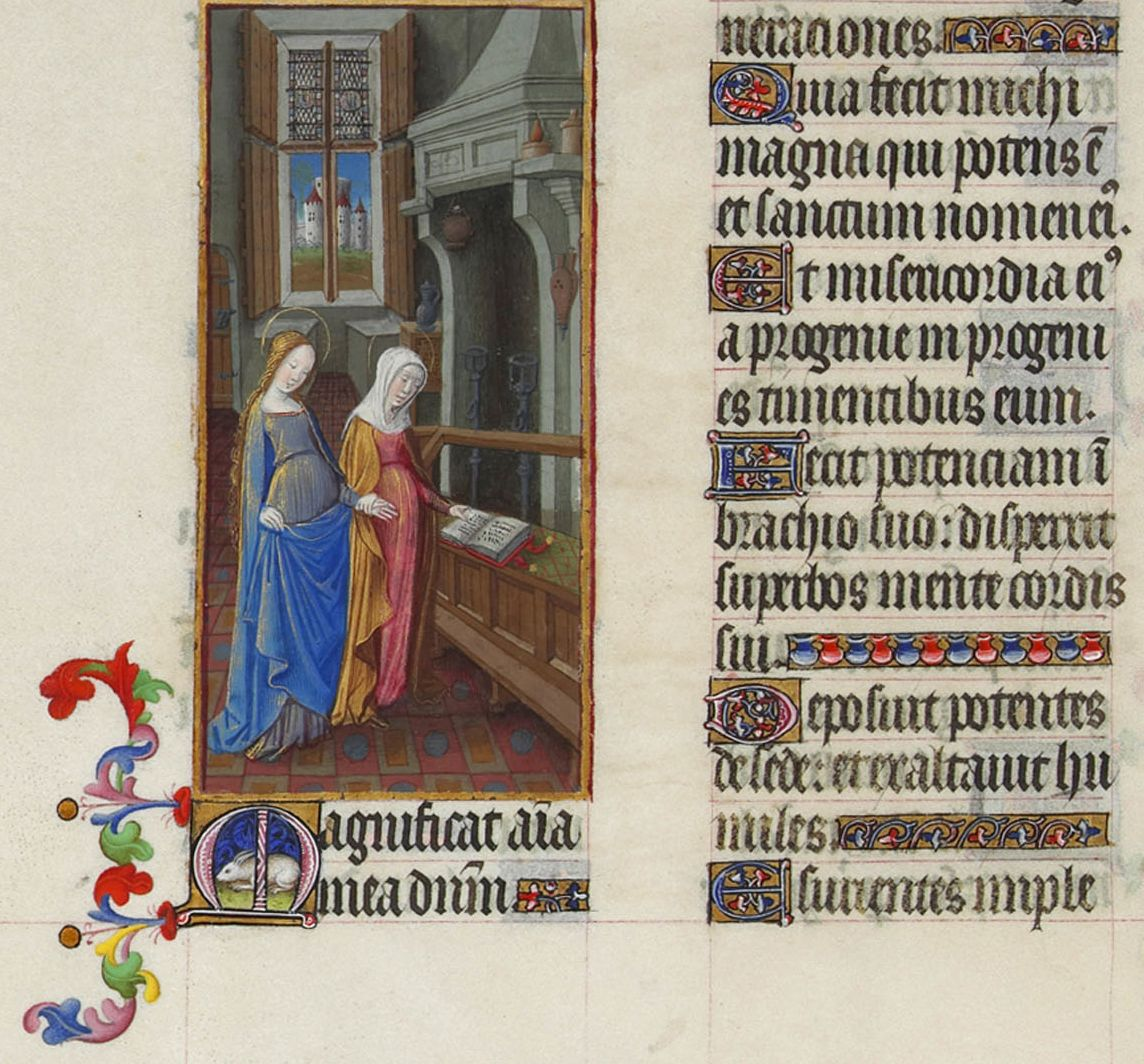
Das Magnificat im Stundenbuch des Herzogs von Berry

Mit den Worten „Magnificat anima mea Dominum“ („Meine Seele preist den Herrn“) beginnt auf Lateinisch der Lobgesang Marias, eines der drei Cantica des Lukasevangeliums (Lk 1,46–55 ); es gehört zur durch Lukas überlieferten Kindheitsgeschichte Jesu. Es wird unter anderem im Stundengebet gesungen und ist nach seinem Eingangswort benannt. Es ist auch in den christlichen Festen der Weihnacht liturgisch verankert, weil es im weiteren Sinne zur Weihnachtsgeschichte gehört.

## Erzählzusammenhang, Form und Inhalt
In der Darstellung des Lukasevangeliums (Lk 1,26–56 ) besucht Maria wenige Tage nach der Verkündigung durch den Erzengel Gabriel ihre Cousine Elisabet, die mit Johannes dem Täufer schwanger ist. Diese Begebenheit wird Mariä Heimsuchung genannt. Auf Elisabets prophetischen Willkommensgruß antwortet Maria mit einem Hymnus im Stil der Psalmen. Das Magnifikat ist ein altes Marienlied. Dies ist „angesichts der Reihe und Bedeutung alttestamentlicher Frauenlieder, welche die Tradition ... überliefert, nicht ungewöhnlich“.
Es schließt sich die Geburt Johannes des Täufers an. Der Hymnus lässt vielfache Anklänge an den Lobgesang der Hanna, der Mutter des Propheten Samuel, in 1 Sam 2  erkennen.
Maria preist auf Grund ihres Glaubens Gott als den, der sich ihr und allen Geringen, Machtlosen und Hungernden zuwendet, um sie aufzurichten, dagegen die Mächtigen, Reichen und Hochmütigen von ihren Thronen stürzt. Maria selbst „gehörte zu den unteren Volksschichten, zu den Niedrigen und Einflußlosen, auch wenn sie mit einem Davididen verlobt war und vielleicht selbst aus dem königlichen Geschlecht stammte“.
Das Magnifikat ist die längste wörtliche Rede Marias im Neuen Testament.

## Text
| Griechischer Urtext | Latein (Vulgata ) | Lutherbibel 1912 | Einheitsübersetzung () |
| --- | --- | --- | --- |
| Μεγαλύνει ἡ ψυχή μου τὸν Κύριον καὶ ἠγαλλίασε τὸ πνεῦμά μου ἐπὶ τῷ Θεῷ τῷ σωτῆρί μου, ὅτι ἐπέβλεψεν ἐπὶ τὴν ταπείνωσιν τῆς δούλης αὐτοῦ. ἰδοὺ γὰρ ἀπὸ τοῦ νῦν μακαριοῦσί με πᾶσαι αἱ γενεαί. ὅτι ἐποίησέ μοι μεγαλεῖα ὁ δυνατός καὶ ἅγιον τὸ ὄνομα αὐτοῦ, καὶ τὸ ἔλεος αὐτοῦ εἰς γενεὰς γενεῶν τοῖς φοβουμένοις αὐτόν. Ἐποίησε κράτος ἐν βραχίονι αὐτοῦ, διεσκόρπισεν ὑπερηφάνους διανοίᾳ καρδίας αὐτῶν· καθεῖλε δυνάστας ἀπὸ θρόνων καὶ ὕψωσε ταπεινούς, πεινῶντας ἐνέπλησεν ἀγαθῶν καὶ πλουτοῦντας ἐξαπέστειλε κενούς. ἀντελάβετο Ἰσραὴλ παιδὸς αὐτοῦ, μνησθῆναι ἐλέους, καθὼς ἐλάλησε πρὸς τοὺς πατέρας ἡμῶν, τῷ Ἀβραὰμ καὶ τῷ σπέρματι αὐτοῦ εἰς τὸν αἰῶνα. | Magnificat anima mea Dominum, et exsultavit spiritus meus in Deo salutari meo. Quia respexit humilitatem ancillae suae. Ecce enim ex hoc beatam me dicent omnes generationes. Quia fecit mihi magna, qui potens est, et sanctum nomen eius. Et misericordia eius a progenie in progenies timentibus eum. Fecit potentiam in brachio suo, dispersit superbos mente cordis sui. Deposuit potentes de sede et exaltavit humiles. Esurientes implevit bonis et divites dimisit inanes. Suscepit Israel puerum suum, recordatus misericordiae suae. Sicut locutus est ad patres nostros, Abraham et semini eius in saecula. | Meine Seele erhebt den HERRN, und mein Geist freuet sich Gottes, meines Heilands; denn er hat die Niedrigkeit seiner Magd angesehen. Siehe, von nun an werden mich selig preisen alle Kindeskinder; denn er hat große Dinge an mir getan, der da mächtig ist und des Name heilig ist. Und seine Barmherzigkeit währet immer für und für bei denen, die ihn fürchten. Er übet Gewalt mit seinem Arm und zerstreut, die hoffärtig sind in ihres Herzens Sinn. Er stößt die Gewaltigen vom Stuhl und erhebt die Niedrigen. Die Hungrigen füllt er mit Gütern und lässt die Reichen leer. Er denkt der Barmherzigkeit und hilft seinem Diener Israel auf, wie er geredet hat unsern Vätern, Abraham und seinem Samen ewiglich. | Meine Seele preist die Größe des Herrn, und mein Geist jubelt über Gott, meinen Retter. Denn auf die Niedrigkeit seiner Magd hat er geschaut. Siehe, von nun an preisen mich selig alle Geschlechter. Denn der Mächtige hat Großes an mir getan, und sein Name ist heilig. Er erbarmt sich von Geschlecht zu Geschlecht über alle, die ihn fürchten. Er vollbringt mit seinem Arm machtvolle Taten: Er zerstreut, die im Herzen voll Hochmut sind. Er stürzt die Mächtigen vom Thron und erhöht die Niedrigen. Die Hungernden beschenkt er mit seinen Gaben und lässt die Reichen leer ausgehen. Er nimmt sich seines Knechtes Israel an und denkt an sein Erbarmen, das er unsern Vätern verheißen hat, Abraham und seinen Nachkommen auf ewig. |

## Parallelen in der Septuaginta
Das Magnificat speist sich aus Gedanken der Psalmen und der Hebräischen Bibel. Lukas hat in seinem Magnificat eine Reihe von Zitaten verarbeitet, wie der folgende Überblick zeigt:
| Bibelstelle im Lukasevangelium | Wortlaut Magnificat (Lukasevangelium)                                                                                      | Parallele Bibelstelle in der LXX  | Wortlaut in der Septuaginta (deutsche Übersetzung) |
| ------------------------------ | --- | --------------------------------- | --- |
| Lukas 1, 46                    | Und Maria sprach: Meine Seele macht den Herrn groß.                                                                        | 1. Samuel 2, 1                    | Und sie (Hanna) sprach: Mein Herz wurde stark gemacht im Herrn. |
| Lukas 1, 47                    | und mein Geist jubelt über Gott, meinen Retter.                                                                            | Habakuk 3, 18                     | Aber ich werde im Herrn jubeln, mich freuen über Gott, meinen Retter. |
| Lukas 1, 48                    | ... weil er auf die Erniedrigung seiner Sklavin geschaut hat, denn siehe, von nun an preisen mich selig alle Geschlechter: | 1. Samuel 1, 11 Genesis 30, 13    | Wenn du zuverlässig auf die Erniedrigung deiner Sklavin schaust. Ich bin selig, denn die Frauen preisen mich selig. |
| Lukas 1, 49                    | Denn der Mächtige hat Großes an mir getan, und sein Namen ist heilig.                                                      | Deuteronomium 10, 21 Psalm 111, 9 | ... da er ja an dir Großes getan hat. Sein Namen ist heilig und furchtbar. |
| Lukas 1, 50                    | Und sein Erbarmen zu Geschlechtern und Geschlechtern, denen, die ihn fürchten.                                             | Psalm 103, 17                     | Aber das Erbarmen des Herrn von Ewigkeit und bis in Ewigkeit über die, die ihn fürchten. |
| Lukas 1, 51                    | Er tat eine Krafttat mit seinem Arm, er zerstreute die Hochmütigen in der Gesinnung ihres Herzens:                         | Psalm 89, 11                      | Du hast den Hochmütigen wie einen Verwundeten erniedrigt, und mit dem Arm deiner Macht hast du deine Feinde zerstreut. |
| Lukas 1, 52                    | Er holte Herrscher von Thronen herunter, und erhöhte Erniedrigte.                                                          | Ijob 12, 19 b Ijob 5, 11          | Er warf Herrscher der Erde um; der schafft, dass Erniedrigte in die Höhe (kommen). |
| Lukas 1, 53                    | Hungernde füllte er mit Gütern, und Reiche schickte er leer weg.                                                           | Psalm 107, 9 Ijob 12, 19a         | Die hungernde Seele füllte er mit Gütern. Der Priester als Kriegsgefangene wegschickt ... |
| Lukas 1, 54                    | Er nahm sich seines Dieners Israel an, zu gedenken des Erbarmens;                                                          | Jesaja 41, 8 Psalm 98, 3          | Du aber, Israel, mein Diener Jakob ... Er gedachte seines Erbarmens für Jakob. |
| Lukas 1, 55                    | So wie er zu unseren Vätern gesprochen hat, zu Abraham und seinem Samen in Ewigkeit.                                       | Micha 7, 20 2. Samuel 22, 51      | Du wirst Jakob Wahrheit schenken, und Abraham Erbarmen, wie du es unseren Vätern geschworen hast, in den Tagen davor. Der groß macht die Rettung seines Königs, und seinem Gesalbten Erbarmen schafft, David und seinem Samen bis in Ewigkeit. |

Man hat dies als „fehlende Originalität“ bemängelt, da es „nur eine Anhäufung verschiedener Schriftstellen, eine Aneinanderreihung alttestamentlicher Gedanken sei. Aber diese mosaikartige Zusammenfassung von Schriftworten ergibt doch ein originelles Ganzes, da es ein einzigartiges Geschehen, die Erwählung Marias zur Mutter des Messias, preist und harmonisch darauf abgestellt ist. Es ist nichts Auffälliges, wenn ein frommes jüdisches Mädchen, das tief in den religiösen Vorstellungen ihres Volkes verwurzelt ist, ihrem Dank mit Worten der Schrift Ausdruck verleiht.“

## Interpretationen
Das Magnificat ist nur im Evangelium nach Lukas enthalten, der sich von den Evangelisten am meisten für die Ausgegrenzten interessiert, und propagiert gleich am Anfang des Evangeliums die Wichtigkeit dieses theologischen Anliegens. Moderne Deutungen unterstreichen gern die Stärke Marias und den „revolutionären“ Aspekt ihres Liedes.

### Klassisch
- Martin Luther: Das Magnificat, verdeutscht und ausgelegt (= Weimarer Ausgabe. 7). S. 544–604 (begonnen im November 1520, fertiggestellt auf der Wartburg 1521).
- Paul-Gerhard Nohl, Artikel Magnificat. In: Paul-Gerhard Nohl: Lateinische Kirchenmusiktexte. Geschichte – Übersetzung – Kommentar. 4. Auflage. Kassel u. a. 2006, ISBN 3-7618-1249-3, S. 134–154.

### Dialektische Theologie
Gerade die Vertreter der dialektischen Theologie stellten den schroffen Gehalt dieses neutestamentlichen Psalmes immer wieder fest:
Karl Barth legte das Magnificat während der Adventszeit 1962 in der Strafanstalt Basel im Rahmen eines Gefängnisgottesdienstes aus und meinte zusammenfassend: „In ein Haus, in welchem die Mühseligen und Beladenen, die Armen und Elenden, die wirklich Hungrigen wohnen – und also in ein Haus wie das, in dem wir uns gerade befinden – passt so recht das Weihnachtsfest. Nur in ein solches Haus! Aber in ein solches ganz sicher!“
Dietrich Bonhoeffer schreibt über das Magnificat: „Dieses Lied der Maria ist das leidenschaftlichste, wildeste, ja man möchte fast sagen revolutionärste Adventslied, das je gesungen wurde. Es ist nicht die sanfte, zärtliche, verträumte Maria, wie wir sie auf Bildern sehen, sondern es ist die leidenschaftliche, hingerissene, stolze, begeisterte Maria, die hier spricht … ein hartes, starkes, unerbittliches Lied von stürzenden Thronen und gedemütigten Herren dieser Welt, von Gottes Gewalt und von der Menschen Ohnmacht.“
Helmut Gollwitzer überschrieb eine Predigt über das Magnificat mit den Worten: Gott ist der Revolutionär und stellte dann fest: „Gott wirbelt immer wieder alles durcheinander, und das Wechselspiel der Geschichte, das wir zu allen Zeiten beobachten, ist sein Werk.“

### Feministische Theologie
In der feministischen Theologie und in der Befreiungstheologie spielt das Magnificat ebenfalls eine große Rolle:
Wilhelm Fuhrmann bringt zum Ausdruck, dass der Rahmen des Magnificats „eine Geschichte von zwei Frauen – ohne Mann“ darstelle. Fuhrmann interpretiert das Lied Mariens befreiungstheologisch als „Revolutionslied“, das auf die totale Veränderung der Zustände und Verhältnisse ziele: Den Armen und Ohnmächtigen solle geholfen werden, und zwar auf Kosten der Reichen und Mächtigen. Es sei beachtlich, dass dieses Weltrevolutionslied von Lukas einer Frau in den Mund gelegt werde. Maria erlebe durch die Geburt Jesu ihre „Ent-Niedrigung“.
Dorothee Sölle greift den Gedanken der Befreiung von Frauen ebenfalls auf: „Mein Geist wird aus der Verängstigung herauskommen. Die leeren Gesichter der Frauen werden mit Leben erfüllt und wir werden Menschen werden. […] Die Herrschaft der Männlichen über die Weibchen wird ein Ende nehmen“ und „aus Objekten werden Subjekte werden“.
Bärbel Wartenberg-Potter unterstreicht ebenfalls eine Stärkung der Frauenrolle: Gott mache „aus einer kleinen, erniedrigten, ängstlichen Frau eine starke, bedeutende, mutige Frau, gibt ihr Kraft, die äußerlich gesehen jämmerliche Situation in etwas Starkes zu verwandeln. […] Das Gottesreich wird die sozialen Gefüge des Unrechts umkehren“. Marias prophetische Botschaft gelte auch den Machtstrukturen zwischen Frauen und Männern, innerhalb derer die meisten Frauen noch immer zu den Machtlosen und Armen gehörten. Maria probe „die Umkehrung der sexistischen Machtverhältnisse“. Sie widerspreche den Erniedrigungen, die ihre Zeit kennzeichneten.

## Liturgische Verwendung und Hymnologie

### Stundengebet und Gregorianischer Choral
Das Magnificat gehört zu den Grundtexten des Christentums. Im Stundengebet ist es in der Ostkirche Bestandteil des Morgengebetes. In der Westkirche dagegen ist es der Höhepunkt der abendlichen Vesper, in der es feierlich gregorianisch gesungen wird (an Sonn- und Festtagen mit Inzens und mancherorts mit Leuchtern festlich gestaltet).
Das Magnificat wird in der Vesper wie die Psalmen und die anderen Cantica mit einer Doxologie, dem Gloria Patri („Ehre sei dem Vater“) abgeschlossen.
Martin Luther regte an, es auf dem 9. Psalmton (Tonus peregrinus) zu singen. Für die evangelische Kirche bestimmte er: „Es ist billig, dass man dies Lied noch lasse bleiben in der Kirche!“, obwohl er sonst marianische Frömmigkeit begrenzt wissen wollte.
Jacques Berthier schuf für das tägliche Gebet der Communauté de Taizé mehrere Fassungen (vierstimmige Chorsätze, Kanons) des Magnificats, die in vielen europäischen Gesangbüchern und meditativen Liturgien Einzug gehalten haben.

### Deutsche Psalmodie
- Meine Seele preist die Größe des Herrn. In: Gotteslob 631,4 (9. Psalmton), 634,4 (2. Psalmton), 644,4 (7. Psalmton)
- Meine Seele erhebt den Herren. In: Evangelisches Gesangbuch, Ausgabe Bayern/Thüringen 799, Württemberg 781.6
- Meine Seele stimmt dir ein Lied an, ein Lobgesang einer Frau in guter Hoffnung. In: Frauen-Liederbuch, Stuttgart 1993[15]

### Magnificat-Paraphrasen
Ausgehend von der Hochschätzung des Magnificats durch Martin Luther (siehe seine bekannte Magnificat-Auslegung) entstanden im protestantischen Raum eine Reihe von Magnificat-Paraphrasen. Erasmus Albers’ Mein Seel, o Herr, muß loben dich (aus dem Jahr 1534) fand Eingang ins Evangelische Gesangbuch (EG 308). Weitere Magnificat-Lieder sind:
- Paul Ernst Ruppel: Meine Seele erhebt den Herren. In: Evangelisches Gesangbuch 310 (dreistimmiger Kanon aus dem Jahr 1938)
- Fritz Enderlin: Hoch hebt den Herrn mein Herz und meine Seele. In: Evangelisches Gesangbuch 309 (aus dem Jahr 1952)
- Maria Luise Thurmair: Den Herren will ich loben. In: Evangelisches Gesangbuch, Ausgabe für Bayern und Thüringen 604 (Jahresangabe 1954); Gotteslob 395 (GLalt 261)(Jahresangabe 1971)
- Jacques Berthier: Magnificat anima mea, Doppelkanon für je 4 Stimmen, in: Evangelisches Gesangbuch, Ausgabe Württemberg 573 (aus dem Jahr 1978); Gotteslob 390
- Jürgen Henkys: Gottes Lob wandert. In: Gesangbuch der evangelisch-reformierten Kirchen der deutschsprachigen Schweiz (aus dem Jahr 1983), Musik: Manfred Schlenker (1985)
- Hartmut Handt: Ein Lied hat die Freude sich ausgedacht (1985; Musik: Nis-Edwin List-Petersen, 1986) EG 580 Hannover/Bremen, GEmK 598, MG 238
- Martin Schraufstetter, Groß sein lässt meine Seele den Herrn (Musik vom Verfasser), in: Gotteslob (einige Diözesanteile) (ohne Jahresangabe)
- Eugen Eckert: Mit dir, Maria, singen wir, 1994, Musik: J. C. Gjanadda[17], in Gotteslob (Hamburg, Hildesheim, Osnabrück) GL 905

### Magnificat und Kirchenjahr
Das Magnificat gehört schwerpunktmäßig in die Adventszeit, die Magnificat-Lieder sind in vielen kirchlichen Gesangbüchern dem Beginn des Kirchenjahres, also dem Advent zugeordnet. Das Magnificat wird in dieser Zeit dabei von der Gemeinde sowohl als liturgisches Gebet des Neuen Testaments gesprochen als auch in Form von Liedern angestimmt. Es bereitet damit auf die erwartete Weihnacht vor.
Das Magnificat ist auch das Evangelium für das Fest Mariä Heimsuchung am 2. Juli. Johann Sebastian Bach komponierte zu diesem Anlass 1724 die Kantate Meine Seel erhebt den Herren, BWV 10.

## Musikalische Umsetzung
Zahlreiche Komponisten haben Magnificat-Vertonungen geschaffen.

### Vokalwerke
Das früheste mehrstimmige Fragment stammt aus der Mitte des 14. Jahrhunderts. Danach gab es namhafte Werke mit diesem Titel, unter anderem von:
- Nicolas Gombert (acht Vertonungen)
- John Dunstable
- Johannes Galliculus
- Thomas Tallis
- Orlando di Lasso (1567)
- Giovanni Pierluigi da Palestrina (35 Vertonungen, drei- bis sechsstimmig)
- Antoine de Boësset
- Michael Praetorius
- Samuel Scheidt (1622)
- Heinrich Schütz (Lateinisch: SWV 468, Deutsch: 344, 426, 494 in Schwanengesang)
- Claudio Monteverdi
- Francesco Cavalli (achtstimmig)
- Francesco Foggia Magnificat zu 5 Stimmen und Basso continuo sowie ein Magnificat concertata con instromenti di 6 tono für 9-stimmigen Chor und Instrumente
- Dieterich Buxtehude (BuxWV Anhang 1)
- Melchior Franck Magnifikat Meine Seel erhebt den Herren, Motette
- Henry Dumont
- Marc-Antoine Charpentier 10 Magnificat (H. 72, 1670, H. 73, dreistimmig, 1670–1671, H. 74, 1680, H. 75, 1683–85, H. 76, 1680 ?, H. 77, 1690, H. 78, 1680, H. 79, 1690, H. 80, 1690–91, H. 81, 1690)
- André Campra
- Esprit Antoine Blanchard
- Henry Purcell
- Jan Dismas Zelenka (a-moll, ZWV 106; C-Dur, ZWV 107; D-Dur, ZWV 108)
- Antonio Caldara (Magnificat in g-Moll; Dixit et Magnificat in C-Dur)
- Johann Sebastian Bach: Magnificat BWV 243a (Es-Dur) und BWV 243 (D-Dur). Eine deutsche Übersetzung ist Grundlage des Textes zu der Kantate Meine Seel erhebt den Herren BWV 10
- Antonio Vivaldi (vier Vertonungen)
- Francesco Durante (B-Dur)
- Johann Kuhnau
- Georg Philipp Telemann (C-Dur, TWV 9:17; Deutsches Magnificat G-Dur, TWV 9:18)
- Nicola Antonio Porpora
- Gottfried August Homilius (vier Kompositionen)
- Johann Mattheson
- Franz Xaver Richter Magnificat C-Dur für Soli SAB, Chor, drei Trompeten, Pauken, Streicher und B. c. (Neuausgabe Berlin 2013)
- Carl Philipp Emanuel Bach: Magnificat D-Dur, 1749
- Wolfgang Amadeus Mozart (drei Vertonungen, jeweils als Bestandteil einer Vesper)
- Antonio Salieri (drei Vertonungen)
- Baldassare Galuppi (G-Dur, 1778)
- Nikolaus Betscher (D-Dur)
- Franz Schubert (C-Dur, D 486)
- Felix Mendelssohn Bartholdy (op. 69/3, 1847)
- Anton Bruckner, Magnificat (Bruckner) (B-Dur, 1852)
- Charles Gounod (Englisches Magnificat D-Dur, 1872)
- Peter Tschaikowsky (1881/1882)
- George Dyson Magnificat in c-Moll für unisson (1924)
- Heinrich Kaminski für Sopran, Viola, kleinen Fernchor und Orchester (1925)
- Ralph Vaughan Williams (1932)
- Hugo Distler (1933)
- Johannes Weyrauch Magnificat (WeyWV 41) für Singstimme, vierstimmigen Chor und Orgel
- Goffredo Petrassi (1939/1940)
- Vincent Persichetti Magnificat and Nunc Dimittis opus 8 für gemischten Chor und Klavier (1940)
- Herbert Howells (1945)
- Hermann Schroeder (1951) Magnificat op. 31 für gemischten Chor und Bläser oder Orgel
- Gerd Zacher Magnificat für zweistimmigen Chor, Bläser (oder Orgel) und Pauken (1960)
- Gaston Litaize Magnificat für sechs gemischte Stimmen, Gemeinde und Orgel (1967)
- Hans-Ola Ericsson Magnificat (op. 6, 1974)
- Krzysztof Penderecki (1974)
- Heinrich Poos (1979)
- Einojuhani Rautavaara (1979)
- Paul Huber Magnificat (1979/1980)
- Vic Nees Magnificat für gemischten Chor und Solo-Sopran (1981)
- Klaus Miehling Magnificat für Soli, Chor und Barockorchester op. 2 (1981); Meine Seele erhebet den Herrn (deutsches Magnificat) für zwei Altstimmen und Basso continuo op. 222 (2014)
- Wilhelm Keller Magnificat (1985)
- Arvo Pärt (1989)
- John Rutter: Magnificat (1990); zwei Versionen für Sopran, Chor und großes Orchester oder Kammerorchester und Orgel
- Heinz Heckmann Magnificat für Chor und Orchester (1994)
- Helge Jung Magnificat (lateinisch) für Sopran, gemischten Chor, vier Posaunen, Orgel und Streicher (1996)
- Dieter Schnebel (Improvisationskomposition für Chorgesang, Orgel und Schlagzeug, 1997)
- Carlo Pedini Magnificat (1997, in zwei Versionen)
- Knut Nystedt Magnificat for a New Millennium (2000)
- Michael Starke Magnificat für gemischten Chor und Orgel (2002)
- Steve Dobrogosz (2003)
- Johannes Matthias Michel Und Maria sang... (2003) für Soli, Chor und Orchester
- Michael Denhoff Magnificat op. 98 (2004/2005) für gemischten Chor mit zwei Soloquartetten, Saxophonquartett, vier Schlagzeuger und Orgel
- Volker David Kirchner Magnificat für Sopran solo, Kinderchor, gemischten Chor, Orchester (2006. UA 2010)
- Christoph Schönherr Magnificat – The Groovy Version of OX (2006)
- Albert Frey Meine Seele preist die Größe des Herrn (Gott hat Großes an mir getan), Neues Geistliches Lied, mehrstimmiger Gesang mit Refrain und 2 Strophen
- Manfred Trojahn Magnificat (2010) für zwei Soprane und Orchester
- Martín Palmeri Magnificat (2012/2013) für Sopran, Mezzosopran, Chor, Bandoneon, Klavier und Streicher (mit Tangoeinflüssen)
- Timo Handschuh (Mai 2022)[19][20]
- Fabian Knopf (Mai 2024)[21] für Chor und ein Bläser-Octett

Manche Komponisten haben mehrere Versionen geschaffen, angepasst an das Können der zur (Erst‑)Aufführung vorgesehenen Chöre bzw. Solisten.
In der Klangsprache populärer Musik wurde das Magnificat z. B. von Michael Benedict Bender (My soul magnifies), Ludger Stühlmeyer (Kinderkantate Mache dich auf, werde licht) und Alan Wilson (Meine Seele preist die Größe des Herrn) vertont.
Auf dem lateinischen Magnificat und Texten von Papst Franziskus aus der Enzyklika Laudato si’ beruht das 2016 entstandene Oratorium Laudato si’ von Helmut Schlegel OFM mit der Musik von Peter Reulein für Chor, Orchester und Orgel.

### Orgelmusik
Neben vokalen Vertonungen des Magnificat sind ebenfalls zahlreiche Kompositionen für Orgel vornehmlich des 16. und 17. Jahrhunderts zu erwähnen, die den cantus firmus des Magnificat in den verschiedenen Kirchentönen als Basis sogenannter Versetten verwenden. Nahezu alle Orgelkomponisten dieser Zeit haben hierzu Werke beigesteuert; besonders zu erwähnen sind Kompositionen von Heinrich Scheidemann im I. bis XIII. Ton, Samuel Scheidt 9 Magnificat-Zyklen in Tabulatura nova, Girolamo Frescobaldi, Johann Caspar Kerll, Claude Balbastre, Jean-François Dandrieu, Nicolas Antoine Le Bègue, Jacques Boyvin, Michel Corrette, Jean-Adam Guilain oder auch Johann Erasmus Kindermann. Die einzelnen Verse des Magnificat wurden hierbei alternierend mit einem Chor oder einer Schola ausgeführt.
Im Zuge der Bemühungen, Sammlungen leichter, qualitätvoller Orgelmusik für die verschiedenen liturgischen Gegebenheiten des Kirchenjahres zu schaffen, wurden von romantischen Komponisten auch wieder solche Magnificatversetten verfasst, so z. B. von Alexandre Guilmant und César Franck in L'Organiste.
Im 20. Jahrhundert schuf auch Charles Tournemire in dieser Tradition seine Postludes Libres pour des Antiennes de Magnificat op. 68.
Der Tonus peregrinus, der als Psalmton gemeinhin mit dem Magnificat assoziiert wird, wurde mit einem verdeutschten Text („Meine Seel erhebt den Herren“) unterlegt und gehört in dieser Form zu den bekanntesten evangelischen Chorälen. Dieser wurde einer Vielzahl von Fugen zugrunde gelegt, so auch von Johann Sebastian Bach für seine Fuge über das Magnificat pro organo pleno BWV 733; auch der 4. Schüblerchoral BWV 648 basiert auf dieser Melodie, dieser ist eine Transkription einer Arie aus der auf dem deutschen Magnificat basierenden Kantate Meine Seel erhebt den Herren, BWV 10. Ein bekanntes romantisches Orgelwerk, das ebenfalls den Tonus peregrinus zitiert, ist die Orgelsonate Nr. 4 a-Moll op 98 von Joseph Gabriel Rheinberger.

## Sonstiges
Magnificat und später Magnifikat war mehr als hundert Jahre lang der Titel der katholischen Gebet- und Gesangbücher im Erzbistum Freiburg und in den Bistümern Regensburg und Luxemburg. Die Regensburger Ausgaben waren dabei weitgehend identisch mit den Freiburger Ausgaben. Das Magnifikat war also der direkte Vorläufer des Gotteslobs, das 1975 eingeführt wurde. Luxemburg behielt die Bezeichnung Magnificat für das neue Gesangbuch bei.